# Brasserie Brootcoorens
Brasserie Brootcoorens is een Belgische brouwerij te Erquelinnes in de provincie Henegouwen.

## Geschiedenis
De brouwerij werd in december 2000 opgestart door hobbybrouwer Alain Brootcoorens. Behalve de eigen bieren worden er ook veel bieren voor derden gebrouwen, telkens volgens originele recepten, geen etiketbieren. De brouwinstallatie bestaat uit omgebouwde melkketels van 600 liter zodat er brouwsels van telkens 450 liter kunnen gebrouwen worden. Aan de overkant van de brouwerij heeft de brouwer 300 hopranken aangeplant voor eigen gebruik. Ter gelegenheid van de hoppluk wordt sinds 2005 jaarlijks begin september het Fête du Houblon en Val de Sambre georganiseerd.

## Bieren
- Angélus Blonde, Brune en Spéciale Noel
- La Sambresse, blond, 8%
- Abbaye de la Thure, 10%
- Belgian Angel Stout, voornamelijk voor de Amerikaanse markt